# Srećko Diana
Srećko Diana (Brist, 6. ožujka 1906. – Split, 17. veljače 1997.), bio je hrvatski pjesnik, esejist i dramatičar. 

## Životopis
Srećko Diana rodio se u Bristu 1906. godine. Trgovačku školu završio je u Splitu 1923. godine. Jedno vrijeme živio je u rodnom mjestu, a od 1944. godine radio je u Dubrovniku, Makarskoj i Splitu (od 1952. do 1959. godine bio je ravnatelj Arhiva grada Splita; 1960. – 1972. tajnik Muzeja grada Splita). Bio je jedan od urednika Književnog Jadrana (1954. – 1955.) i član uredništva časopisa Mogućnosti (1964. – 1970.).
Od 1955. godine bio je član Društva hrvatskih književnika, vrlo aktivno sudjelovao je u radu pododbora Matice hrvatske u Splitu. 
Diana je kroz svoja djela vrlo često progovarao o rodnom kraju pa ga je Jakša Fiamengo s pravom nazvao „pjesnikom zavičajne svjetlosti“. Prve pjesme objavio je u časopisima Novi čovjek, Mladost i Vijenac. 
Uz poeziju piše eseje, osvrte, kraću prozu, drame i feljtone.
Umro je u Splitu 17. veljače 1997. godine. Srećko Diana pokopan je u obiteljskoj grobnici u rodnom Bristu.

## Djela
- Miris srca i krvi, Split, 1931.
- Osviti i tišine, Split, 1953.
- Nitko u svijetu nije sam, Split, 1955.
- Opsjedanje, Split, 1962.
- Okus ljeta, Split, 1963.
- 28 pjesama o trpnji, Split, 1966.
- Iskustvo mora, Zagreb, 1969.
- Vriježi tla, Split, 1970.
- Jazikoslovlje arvacko, Split, 1976.
- Oblutak i njegov dvojnik, Zagreb, 1979.
- Pjesme, Split, 1982.
- Izabrana djela, Pet stoljeća hrvatske književnosti, 142. Zagreb 1983.
- Tijelo argumenata, Split, 1987.
- Koža kože, Zagreb, 1991.

## Nagrade
- 1988.: Nagrada grada Splita za životno djelo.[2]
- 1993.: Nagrada Vladimir Nazor za životno djelo.[1]